# Juan Mascia
Juan Cruz Mascia Paysée, né le 3 janvier 1994 à Ottawa, est un footballeur uruguayen d'origine canadienne qui évolue au poste d'attaquant au Club Nacional de Football.

## Palmarès

### En équipe nationale
- Équipe d'Uruguay des moins de 17 ans
  - Deuxième du Championnat des moins de 17 ans de la CONMEBOL en 2011
  - Finaliste de la Coupe du monde des moins de 17 ans en 2011

### Distinctions personnelles
- Équipe d'Uruguay des moins de 17 ans
  - Meilleur buteur du Championnat des moins de 17 ans de la CONMEBOL en 2011